# Mucajaí
Mucajaí è un comune del Brasile nello Stato di Roraima, parte della mesoregione del Sul de Roraima e della microregione di Caracaraí.

## Storia
La città ha questo nome perché è nata sulla sponda destra del fiume omonimo. Nasce come Colônia Agrícola Fernando Costa nel 1951.

## Geografia fisica

### Località principali
- 8 934 abitanti - Mucajaí (sede centrale)
- 663 abitanti - Village Apiaú
- Tamandaré - Suddiviso nei villaggi : Canta Galo(Serra Dourada), Lago do Manoel e Perdidos;
- Samauma - Suddiviso nei villaggi : Região do 'T' e Vila Nova.
- Cachoeirinha.

## Infrastrutture e trasporti
Sul suo territorio sono presenti un piccolo Ospedale con 22 posti letto e due Aeroporti.

### Trasporti stradali
Si collega a Boa Vista, ad una distanza di 51 km sulla BR-174. A Vila Iracema in direzione sud (Manaus), e anche la città di Alto Alegre attraverso l'interno del comune tramite RR-325.

## Economia
Si concentra sul settore agricolo e minerario. Produce in particolare riso, legno, ananas, papaya, bovini, latte, mais, etc.